# Коутник, Томаш
Томаш Коутник (чеш. Tomáš Koutník; род. 4 октября 1950, Оломоуц, Чехословакия) — чешский дирижёр.
Сын скрипача и пианистки. Окончил Пражскую консерваторию по классу виолончели, а затем Академию музыкального искусства (1977) как дирижёр. В том же году разделил с Али Рахбари первую премию Безансонского международного конкурса молодых дирижёров.
В 1979—1981 годах работал в Симфоническом оркестре Чехословацкого радио в Братиславе, в 1981—1983 годах — в Камерном оркестре имени Сука. В 1983—1990 годах возглавлял Остравский филармонический оркестр имени Яначека, в 1990—1996 годах — Северочешский филармонический оркестр Теплице, в 1998—2003 годах — Государственный филармонический оркестр Кошице, одновременно в 2002—2004 годах являлся главным дирижёром Злинского филармонического оркестра имени Богуслава Мартину. С 1994 года преподаёт в Академии музыкального искусства.
Среди записей Коутника — цикл всех симфоний Франца Шуберта (к 200-летию композитора) с Северочешским филармоническим оркестром.